# グローバルゲート
グローバルゲートは、愛知県名古屋市中村区平池町4丁目に所在する複合施設である。

## 概要

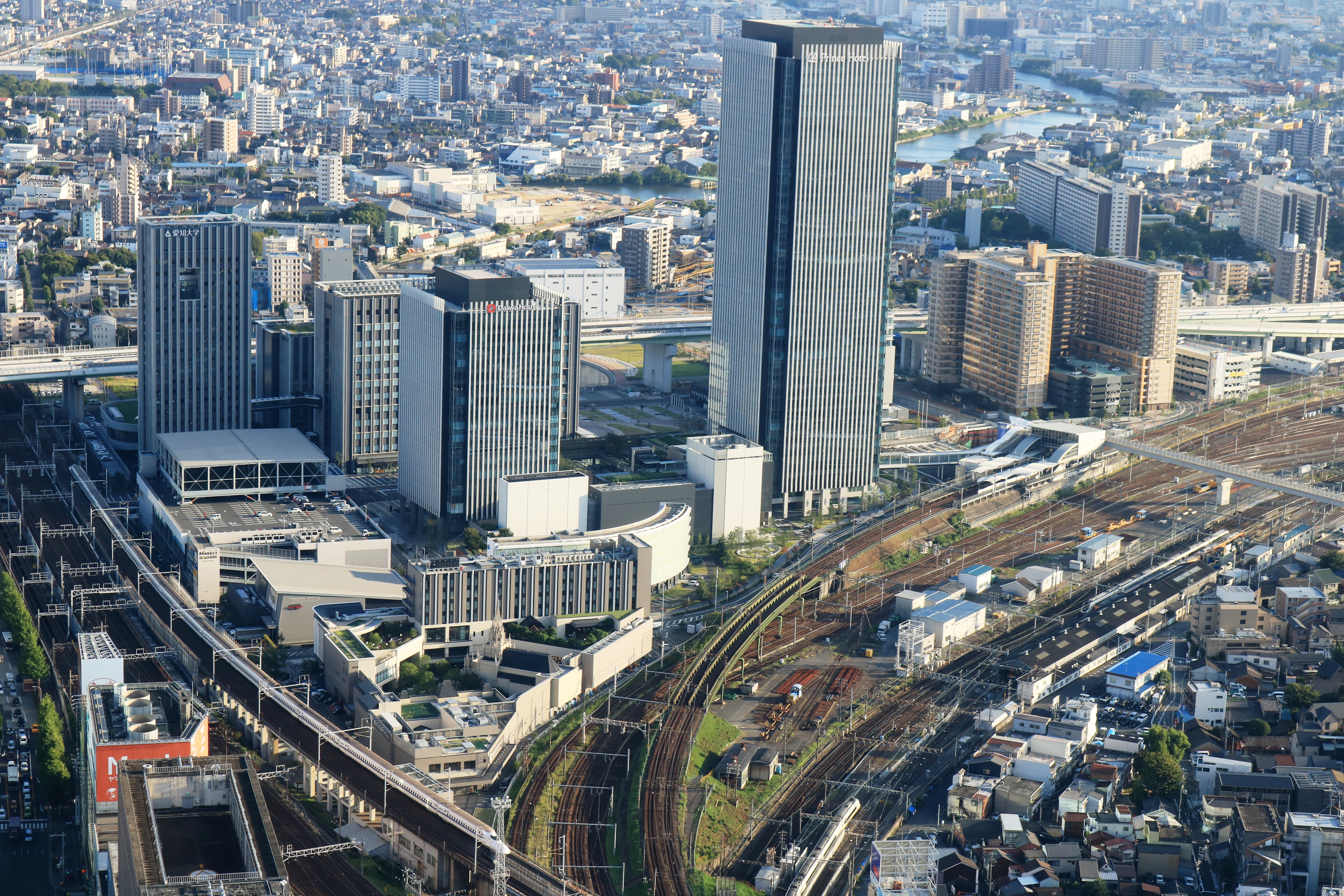
ミッドランドスクエアから望むささしまライブ24地区、中央にグローバルゲート（2017年9月）

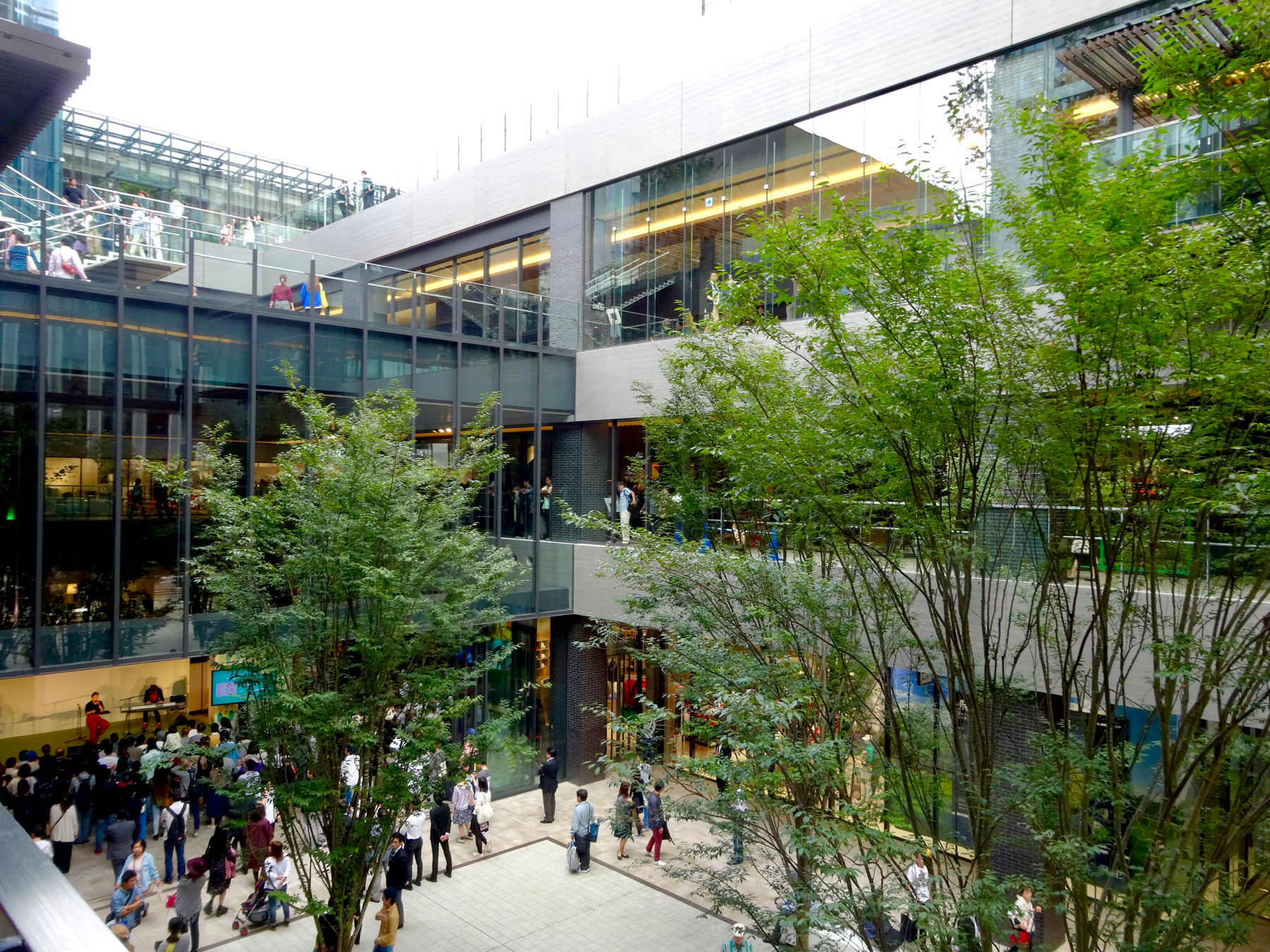
商業施設の広場

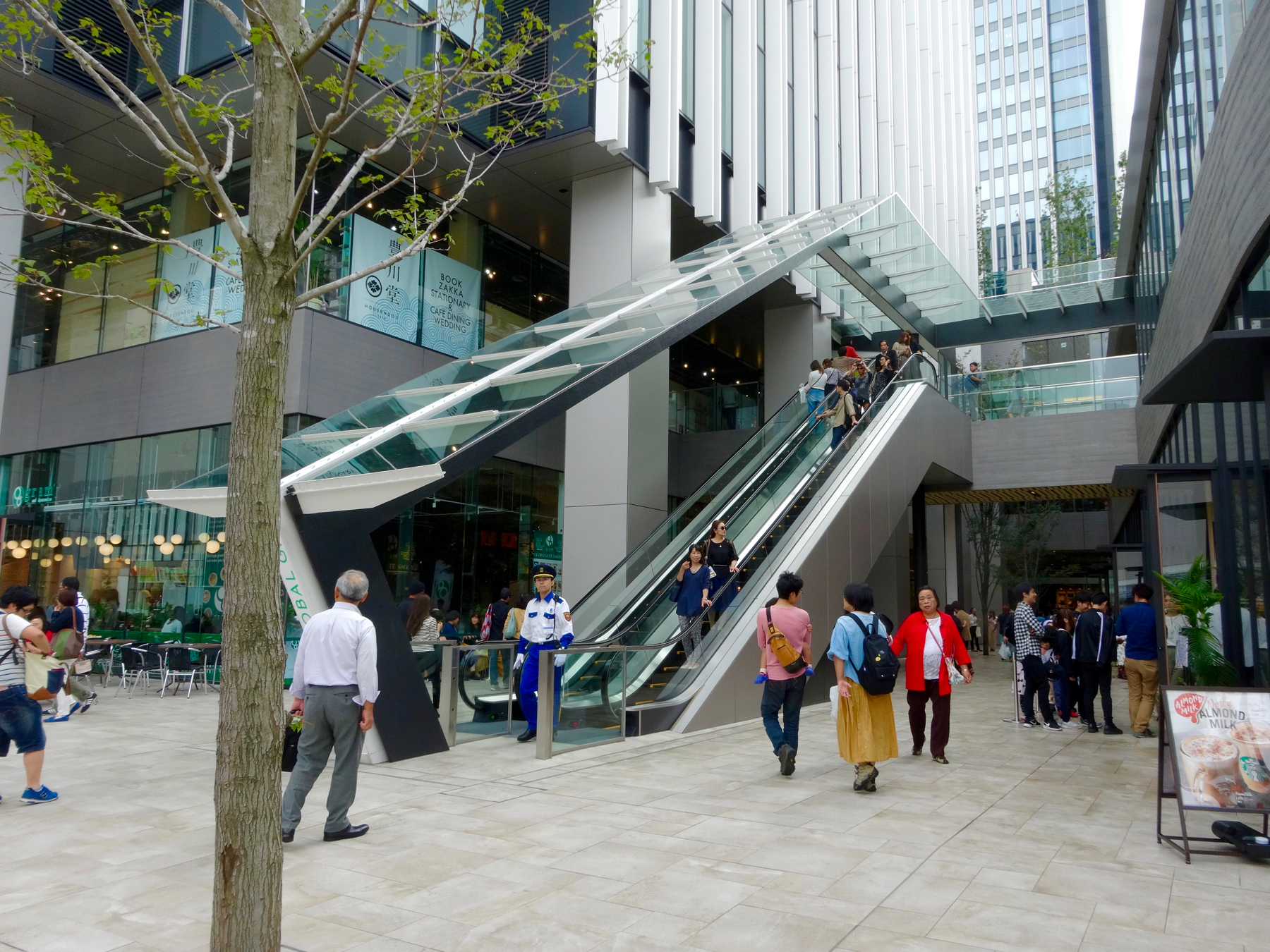
商業施設の北口

この建物は名古屋駅の南にある再開発地区ささしまライブ24地区（旧国鉄笹島貨物駅跡地）に建設された複合施設で、高さ約170m、地上37階建ての高層タワーと高さ約90m、地上17階建ての大和ハウス名古屋ビルの2棟の超高層ビルと高さ約30m、地上4階建ての低層棟の3棟で構成される。
計画当初は2013年（平成25年）に開業する予定であったが、リーマンショックや東日本大震災の影響もあり着工が遅れたため、開業は大幅に遅れた。
事業主体は、豊田通商、大和ハウス工業、日本土地建物（現 中央日本土地建物）、オリックス、名鉄不動産（現 名鉄都市開発）の5社で構成するささしまライブ24特定目的会社で、テナントには名古屋初進出となるプリンスホテル（高層タワー）のほか、大和ハウス名古屋支社（大和ハウス名古屋ビル）をはじめとする大和ハウスグループなどが入居している。
2017年（平成29年）4月にオフィスが入居開始、同10月2日には名古屋プリンスホテルがオープンしたほか、同月5日には低層棟と商業施設がオープンし全面開業となった。
商業施設のコンセプトは「GREEN STYLE」で、都心部にありながら自然と季節を身近に感じることができる、これまでの名古屋にはない新たな魅力を発信する予定である。商業ゾーン内にあるオープンエアプラザ（中庭空間）では、グローバルゲート南側沿道にある街路樹のけやきを建物内に引き込まれるように配置し、そのけやきが、商業ゾーンの屋上（4階から5階部分に相当）に整備され、屋上庭園に向けて枝を広げることで、周辺環境と一体化した緑の空間を創出している。さらに屋上庭園には農園も整備し、自然を身近に感じて楽しむことができる。
2022年（令和4年）11月、施設全体の約7割をゴールドマン・サックスが約500億円で取得した。

## 名古屋プリンスホテル スカイタワー
高層タワーの31〜36階に入居。
31階にロビー、フロント、レストラン、クラブラウンジなどが、32〜36階に客室170室が設けられ、32階にはビジネスセンターやフィットネスルームも存在する。標準な客室の広さは32m2。ロビーは6層吹き抜けとなっている。
当ホテル自体は婚礼・宴会・会議施設は備えておらず、宿泊主体の構成となっているが、高層タワーの2〜4階に展開されるコンベンション施設「名古屋コンベンションホール」の運営も西武・プリンスホテルズワールドワイドが担当する。

## EAST TOWER
大和ハウス 名古屋ビル

### 1F
- スターバックスコーヒー
- THE CORNER Hamburger & Saloon GLOBAL GATE
- 油そば専門店 歌志軒
- 宮きしめん
- 名古屋コーチン 弌鳥 グローバルゲート店
- gram
- 西条園抹茶カフェ
- Yummy Hawaiian BBQ
- YUZU Café
- ダンロップクラブハウス
- KAMIHAGI CYCLE
- DRIVE TO GO BY TOYOTA
- 食のつむぎ 梅の花
- B&Dドラッグストア
- ファミマ!!
- AOI BREWING TAP & GRILL
- A&Fカントリー
- ナゴヤキッチュ エ ビオ グローバルゲート
- TRUNK COFFEE STAND
- Amelie Café
- The Baker House 「Table」

### 2F
- 10mois
- 益久染織研究所　退店
- BOOK ZAKKA STATIONARY CAFEDINING 豊川堂 退店
- キシル
- カリモク60正規販売店 大須DECO
- andrun
- ユニオンスポーツ
- バルドン・フィルステージ＆アルテ・ミュージックスクール
- 音楽天国
- SIRQ by Y'S CASA
- interior essence
- LINDRA

### 3F
- garage（home）
- LIBRA SASASHIMA GRAND DIA
- 魚料理とすし 下の一色
- 奥山安蔵商店 Mie Restaurant & Bar
- MEDI
- Mano Kitchen Café ＜Meat Station＞
- Osteria L'amante Nagoya Global Gate
- うなぎ 四代目菊川

### 4F
- garage（yard）

### 5F
- スタジオ・ヨギー
- ウィズダムアカデミー
- 勉強カフェ
- HybridMom International School
- GREENS SQUARE
- ファミマ!!
- リブラささしまメディカルクリニック
- B&D調剤薬局

## WEST TOWER

### 2F〜4F
- 名古屋コンベンションホール

### 6F〜29F
- オフィス

### 31F〜36F
- 名古屋プリンスホテル スカイタワー

## 周辺
| ささしまライブ24地区                         | ささしまライブ24地区 |
| -------------------------------------------- | --- |
| マーケットスクエアささしま                   | 2005年3月開業、シネコン・アミューズメント等複合商業施設 109シネマズ名古屋 |
| Zepp Nagoya                                  | 2005年3月開業、ライブホール |
| JICA中部国際センター                         | 2009年6月開業、国際交流・研修施設 |
| 愛知大学 名古屋キャンパス                    | 1期：2012年4月開校 2期：2017年4月供用開始、大学 |
| ロイヤルパークスERささしま                   | 2015年3月入居開始、賃貸住宅等 コンシェールささしま（介護施設） |
| 中京テレビ放送 本社                          | 2016年11月開業、放送局（昭和区高峯町からの移転） |
| ストリングスホテル名古屋                     | 2016年1月開業、ブライダル施設・ホテル等 |
| グローバルゲート                             | 2017年10月全面開業、事務所・ホテル・コンファレンス・商業等 |
| ささしまライブ駅周辺                         | |
| リンナイ本社                                 | |
| オンワード樫山 名古屋支店                    | |
| 日本通運 名古屋支店                          | |
| 中日美容専門学校                             | |
| 交通・公共施設                               | |
| ささしまライブ駅                             | 2004年開業 |
| 米野駅（近鉄名古屋線）                       | 米野駅まで徒歩で7分程度。複数路線や検車施設の線路が輻輳する区間であり米野駅や名古屋駅西側地域（太閤地区）への歩行アクセスは不便であった。以前は徒歩で向野橋（自動車・自動二輪車通行不可）を迂回して渡るため、 直線距離が短くても非常に時間がかかっていたが、2011年9月7日に当駅直結で米野駅の近くまでを結ぶ新たな「ささしま米野歩道橋」が開通したことにより、所要時間が大幅に短縮されるようになった。 |
| ささしま米野歩道橋                           | 米野駅まで徒歩で7分程度。複数路線や検車施設の線路が輻輳する区間であり米野駅や名古屋駅西側地域（太閤地区）への歩行アクセスは不便であった。以前は徒歩で向野橋（自動車・自動二輪車通行不可）を迂回して渡るため、 直線距離が短くても非常に時間がかかっていたが、2011年9月7日に当駅直結で米野駅の近くまでを結ぶ新たな「ささしま米野歩道橋」が開通したことにより、所要時間が大幅に短縮されるようになった。 |
| 名古屋高速5号万場線                          | |
| 大須通（主要地方道・名古屋市道愛知名駅南線） | ささしまライブ駅より南側、中川運河の船だまりの出入口に橋が架けられており、運河橋という名称が付けられている。 |
| 名駅通                                       | 東海道新幹線・東海道本線・中央本線・名鉄名古屋本線の高架をくぐった東側を南北に通っている。名鉄名古屋駅・近鉄名古屋駅までは名駅通を北上し約1km、徒歩で10分程度、JR名古屋駅桜通口までは徒歩で15分程度である。笹島交差点までは地下道整備の計画（2027年度までの完成を目指す）がある。 |
| 中川運河                                     | かつて貨物の積み下ろしを行っていた船だまりを利用し、共用公園の親水空間として整備。 |

## 最寄り駅
- 名古屋臨海高速鉄道あおなみ線 ささしまライブ駅
  - グローバルゲート2階から連絡通路で直接繋がっている。名古屋駅まであおなみ線で1駅、約3分でアクセス可能。